# Culture d'Ertebølle

Carte de l'Europe néolithique vers 4500 à 4000 av. J.-C. L'aire de la culture d'Ertebølle avant son expansion baltique est colorée en rouge, autour du Danemark.

La culture d'Ertebølle est une culture du Mésolithique final du sud de la Scandinavie. Elle s'est développée d'environ 5 300 à 4 000 av. J.-C. Sa phase finale est caractérisée notamment par la production de céramique.

## Historique
La culture d'Ertebølle doit son nom au site préhistorique d'Ertebølle, situé dans le village du même nom, dans le Jutland danois. Sa découverte remonte aux années 1890, lorsque les chercheurs du musée national du Danemark y ont découvert des amas coquilliers mêlant des coquilles d'huîtres, de moules, d'escargots, ainsi que des os, des andouillers et des outils en silex.

## Extension géographique
La culture d'Ertebølle était limitée au nord par les cultures Nøstvet et Lihult.
Comme la culture d'Ertebølle est relativement comparable à la culture d'Ellerbeck, qui se trouvait au Schleswig-Holstein, les chercheurs parlent souvent de culture d'Ertebølle-Ellerbeck.
Au cours des années 1960 et 1970, une autre culture étroitement liée à la culture d'Ertebølle fut mise en évidence dans le Noordoostpolder, aux Pays-Bas, près du village de Swifterbant et de l'ancienne ile d'Urk. Appelée « culture de Swifterbant », elle montre une transition entre les chasseurs-cueilleurs et les agriculteurs, élevant principalement des vaches et des porcs et cultivant de l'orge et de l'amidonnier.

## Chronologie
La culture d'Ertebølle remplaça la culture du Mésolithique ancien de Kongemose au Danemark. L'histoire de la culture d'Ertebølle est généralement divisée en deux phases : une première phase qui dure de 5 300 à 4 500 av. J.-C. et une seconde qui dure de 4 500 à 3 950 av. J.-C.
Aux environs de 4 100 av. J.-C., cette culture a commencé à s'étendre le long des côtes de la mer Baltique, jusqu'à l'ile de Rügen, mais de façon résiduelle. 
La disparition progressive de cette culture mésolithique correspond à l'adoption de l'économie agro-pastorale néolithique, transmise par les porteurs de la culture des vases à entonnoir. Les chercheurs ne savent pas comment la population mésolithique d'Ertebølle a disparu. Ils supposent que certains peuvent avoir été isolés dans de petites poches géographiques de brève existence et/ou s'être adaptés à un mode de vie néolithique mais, en tout état de cause, sans apporter beaucoup d'ascendance génétique aux générations suivantes.

## Économie

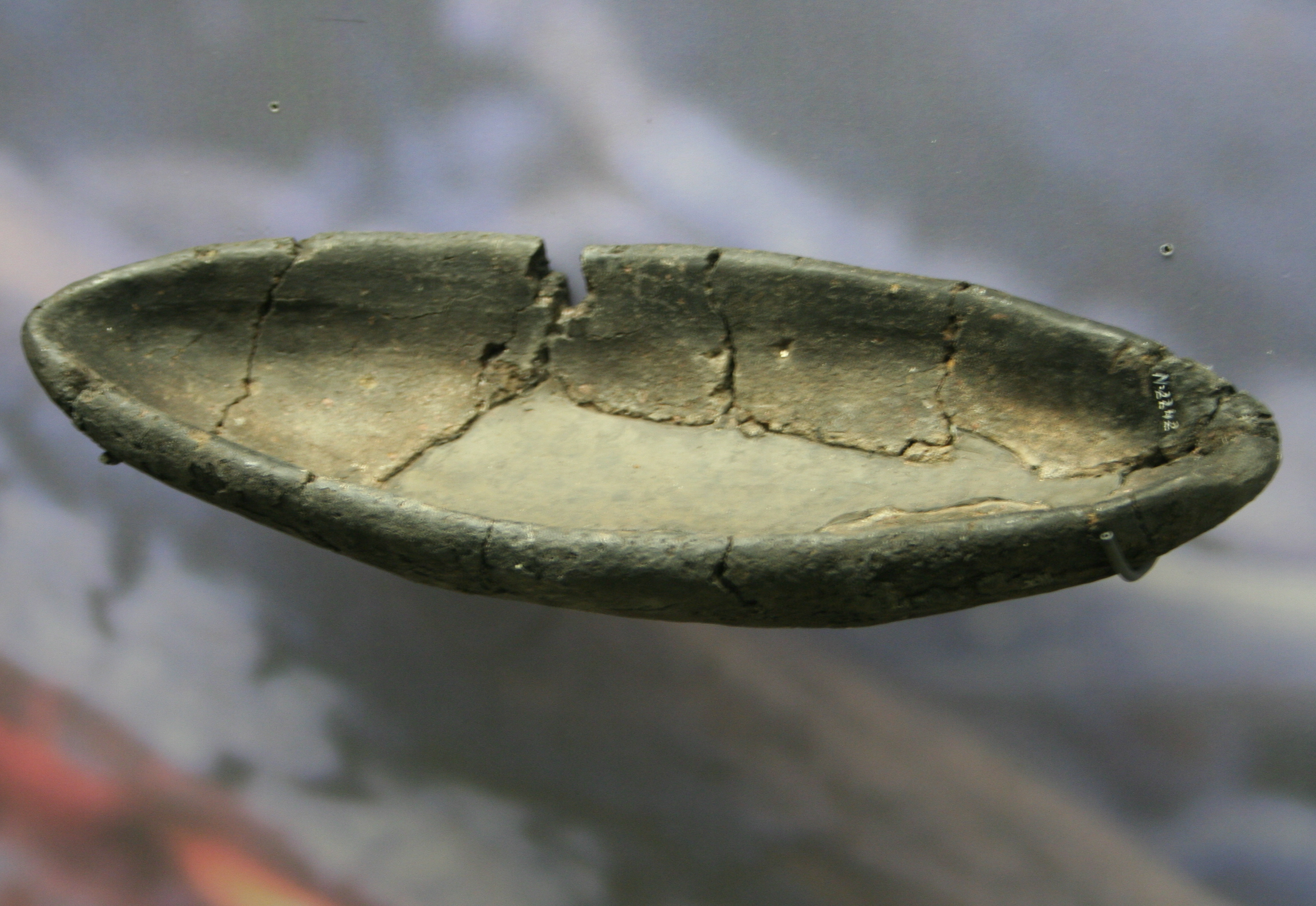
Maquette de bateau en céramique. Musée archéologique d'État Schleswig-Holstein, château de Gottorf

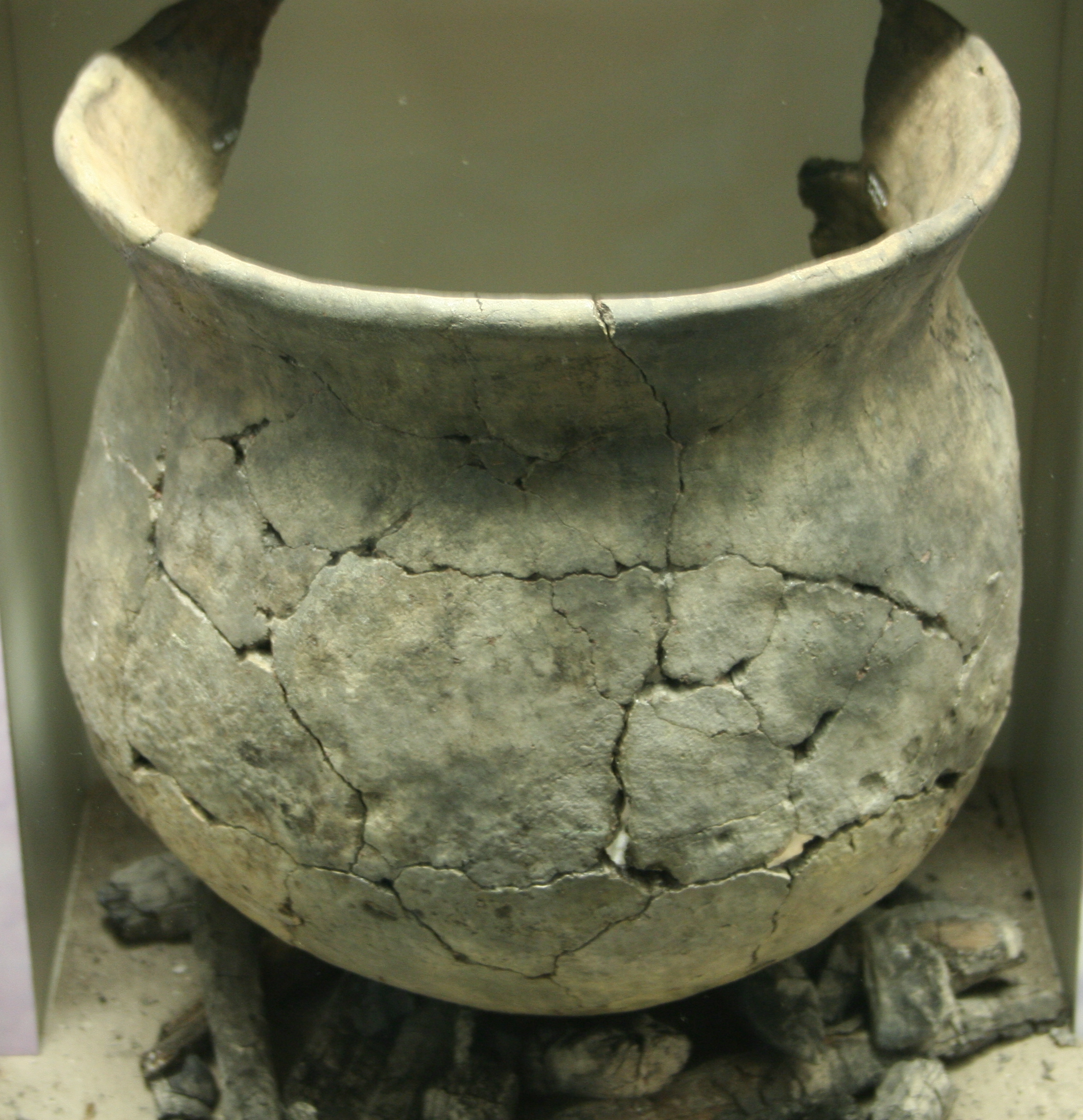
Poterie tardive d'Ertebølle

Les populations de la culture d'Ertebølle vivaient principalement des fruits de la pêche.

### Industrie de la pêche
Le pilier de l'économie d'Ertebølle était le poisson. Trois méthodes principales de pêche sont attestées par les vestiges archéologiques identifiés, tels que les bateaux et autres équipements trouvés sous forme fragmentaire à Tybrind Vig et ailleurs : le piégeage, la pêche à la ligne et la pêche au harpon.
Pour piéger les poissons, les pêcheurs construisaient des barrières à poissons, ou barrages, faites de tiges de noisetier d’environ 4 m de long, dressées dans la boue au fond d'une eau peu profonde. Le poisson était rassemblé par une méthode quelconque, puis récolté à volonté. Des pièges en vannerie étaient également utilisés.
Les pêcheurs d'Ertebølle pêchaient avec des hameçons en os de cerf élaphe, dont au moins un exemplaire a été trouvé avec une ligne. Ils utilisaient des harpons constitués de manches auxquels étaient fixées des dents. Les bateaux étaient des pirogues d'environ un mètre de large, propulsées par des pagaies constituées de manches sur lesquels étaient fixées des pales en forme de feuille ou en forme de cœur. À une extrémité de la pirogue, une couche d'argile étalée sur le fond soutenait des charbons ardents, une source de chaleur indispensable pour des personnes qui devaient passer beaucoup de temps sur l'eau.
Des dizaines d'espèces de poissons ont été trouvées sur les sites. Les plus communs sont le brochet, le corégone, la morue et la lingue à Østenkaer, l'anchois (Engraulis encrasicolus), l'épinoche à trois épines (Gasterosteus aculeatus) et l'anguille à Krabbesholm. Le site le plus ancien, Yderhede, présente des restes de poissons plats et de requins : requin-taupe commun, requin-hâ, Mustelus, et à Lystrup Enge, Squalus. À Egsminde, des harengs, des cyprinidés et des perches européennes ont été trouvés. La présence de poissons d'eaux profondes et de requins indique probablement que les pêcheurs d'Ertebølle s'aventuraient souvent en eaux profondes. Qu'ils le fassent dans leurs pirogues de marais ou qu'ils possèdent également de plus grandes pirogues océaniques n'a pas été encore élucidé.